# Iúlovski
Iúlovski (en rus: Юловский) és un poble (un possiólok) de l'óblast de Rostov, a Rússia, que en el cens del 2010 tenia 1.751 habitants, pertany al districte de Salsk.